# Gimbap
Gimbap, mai numit și kimbap, este un fel de mâncare coreeană făcută din orez gătit, legume, pește și carne rulate în gim care sunt foi de alge marine uscate și servite în felii de dimensiuni mici. Originile gimbap-ului sunt dezbătute adesea. Unele surse sugerează că provine din norimaki japonez, introdus în timpul dominației coloniale japoneze, în timp ce altele susțin că este o versiune modernizată a bokssam-ului din epoca Joseon. Acest fel de mâncare este adesea pregătit la pachet și consumat la picnicuri și evenimente în aer liber și poate servi ca un prânz ușor împreună cu danmuji (ridiche galbenă murată) și kimchi. Este un fel de mâncare popular în Coreea de Sud și în străinătate fiind cunoscut drept un produs convenabil datorită ușurinței de a fi transportat.

## Etimologie
Gim (김) se referă la algele marine comestibile din genul Porphyra⁠(d) și Pyropia⁠(d). Bap (밥) se referă la orezul gătit. Termenul compus gimbap este un neologism care a fost introdus în limba coreeană abia în secolul al XX-lea.
Termenul gimbap a fost folosit într-un articol de ziar coreean din 1935, dar la acea vreme era folosit și termenul împrumutat de la japonezi, norimaki. Norimaki este un fel de mâncare japoneză similară, care a intrat în limba coreeană din vocabularul japonez în timpul ocupației japoneze (1910-1945). Ambele cuvinte au fost folosite până când gimbap a devenit termenul universal, ca urmare a eforturilor de a curăța rămășițele colonialismului japonez și de a purifica limba coreeană.

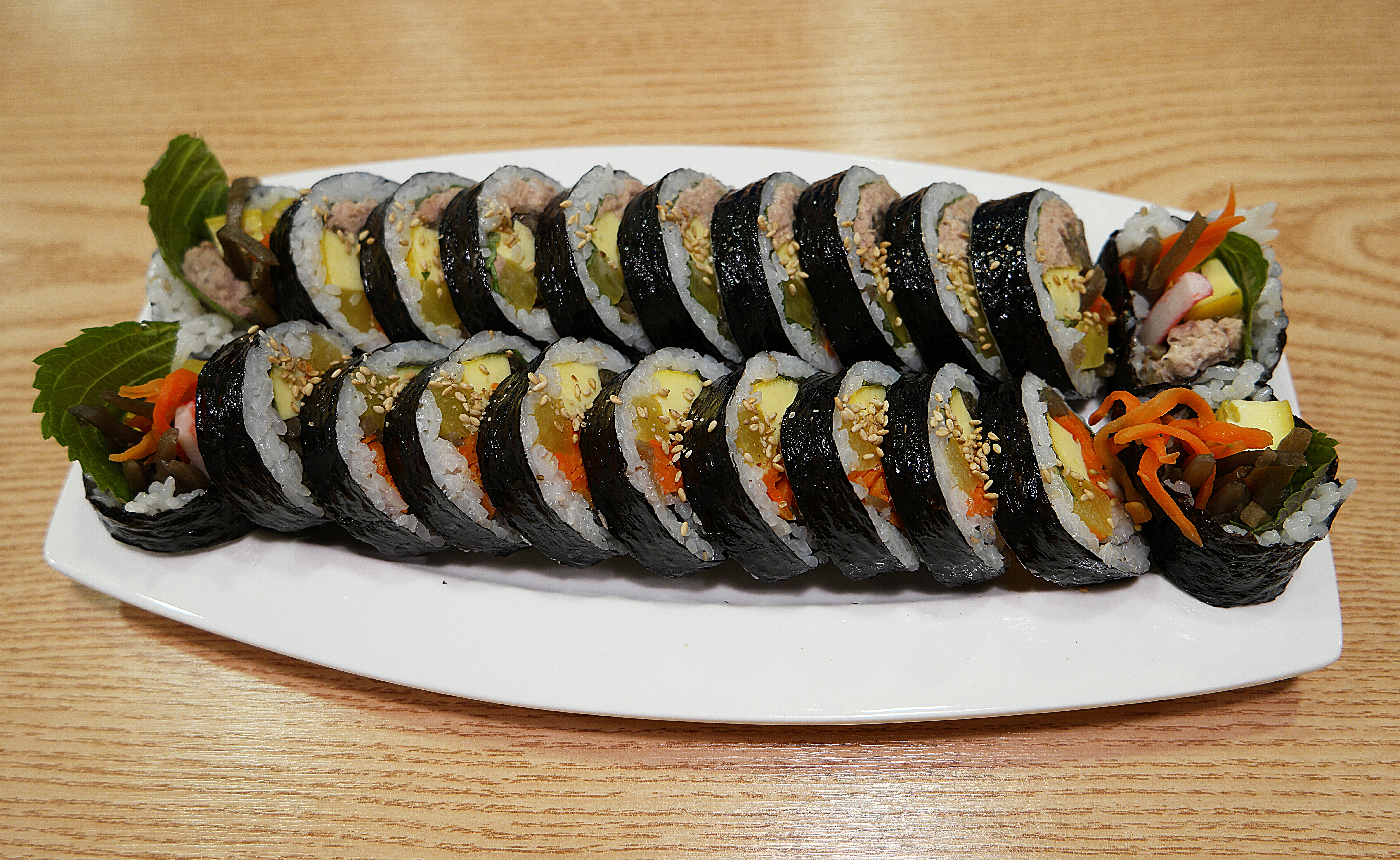
Gimbap feliat

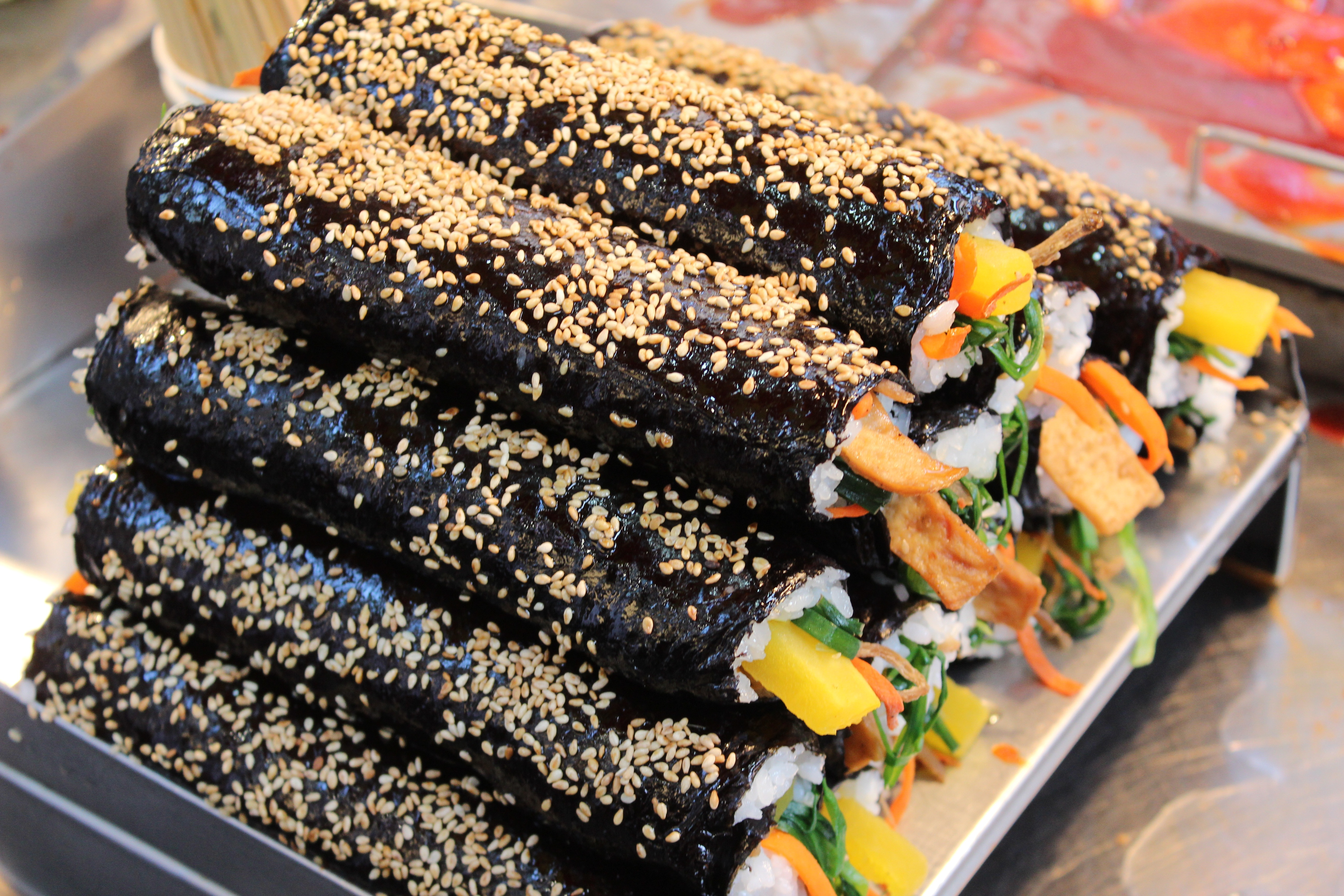
Gimbap nefeliat cu susan

Originile gimbap-ului sunt discutabile. O teorie general acceptată sugerează că felul de mâncare derivă din varianta japoneză de sushi makizushi care a fost introdusă in Coreea în timpul ocupației japoneze. În acea perioadă, bucătăria coreeană a adoptat mâncarea și băutura occidentală, precum și unele produse alimentare japoneze precum bento (dosirak în coreeană) sau sushi rulat în foi de alge marine. De atunci, gimbap-ul a devenit un fel de mâncare distinct, utilizând adesea arome tradiționale coreene, precum și ulei de susan, în loc de oțet de orez. Această teorie este susținută de un ziar din 1935 unde apare pentru prima dată în Coreea termenul de gimbap. 
O altă teorie acceptată este aceea că mâncarea a fost moștenită din tradiția locală de lungă durată de a rula bap (orezul gătit) și banchan (garnituri) în gim. Această teorie a fost sugerată în Encyclopedia of Korean Culture și publicată de Academia de Studii Coreene.  Producția de gim (김) în provinciile Gyeongsang și Jeolla este atestată în cărți încă din secolul al XV-lea, cum ar fi Gyeongsang-do Jiriji și Sinjeung Dongguk Yeoji Seungnam. Yeoryang Sesigi (열양세시기) este o carte din Dinastia Joseon scrisă în 1819 de Kim Mae-sun (김매순) și se referă la orezul gătit și la umplutura rulată cu gim ca bokssam (복쌈 ; în hanja縛占; pronunțat bakjeom în coreeană).
În prezent, gimbap și makizushi se referă la feluri de mâncare distincte din Japonia și Coreea: primul numit kimupapu (キムパプ) în japoneză, iar cel din urmă gimchobap (김초밥; „gim sushi”) sau norimaki (노리마키) în coreeană. Gimbap este de obicei rulat cu mai multe ingrediente și este asezonat cu ulei de susan, în timp ce makizushi este de obicei rulat cu un ingredient (castraveți sau ton crud) și este asezonat cu oțet de orez. 

## Ingrediente și mod de preparare

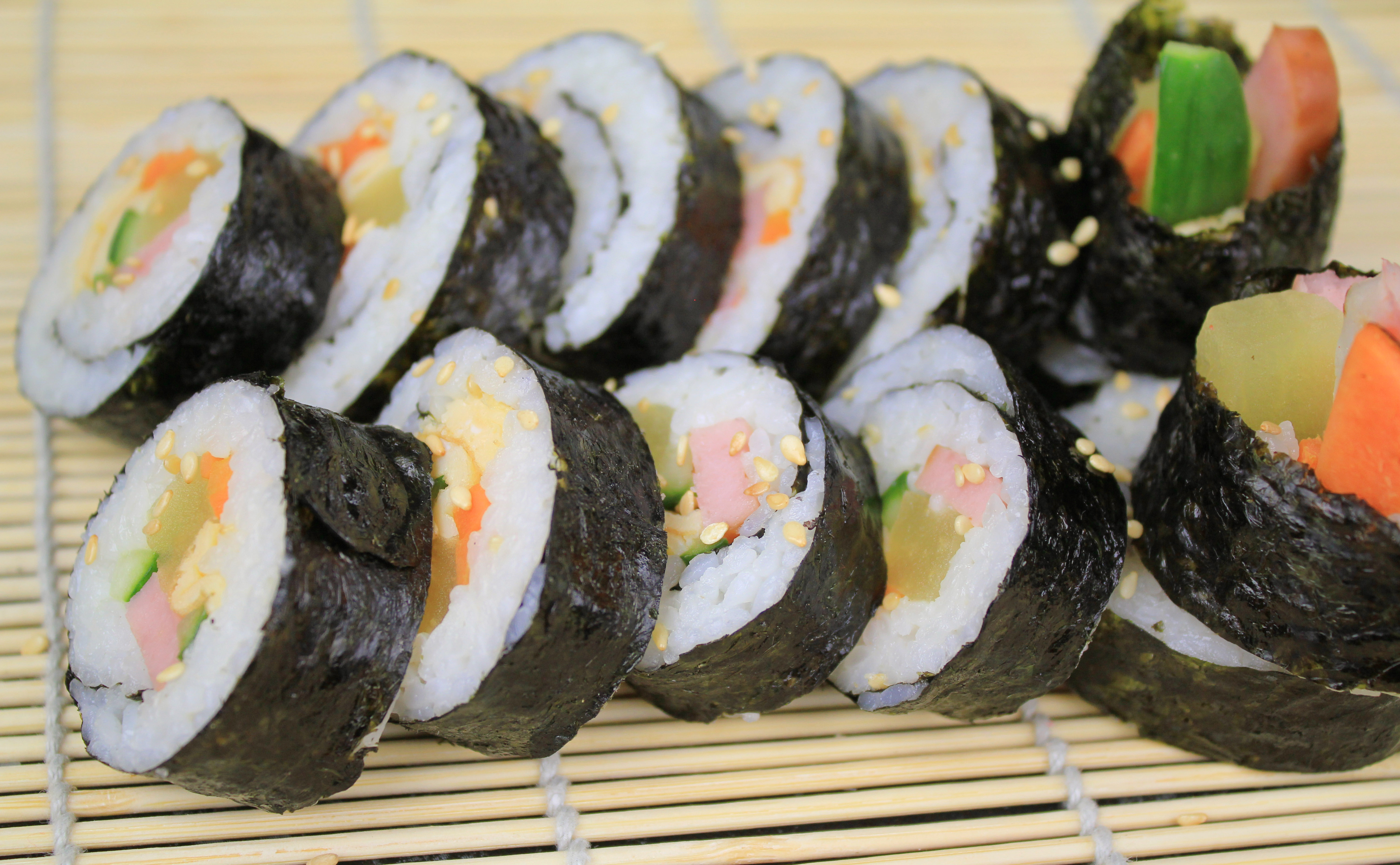
Gimbap gătit

Gim și bap sunt cele două componente de bază ale gimbap-ului. Cel mai frecvent utilizat orez este cel alb cu bob scurt, însă ca umplutură mai pot servi și orezul brun cu bob scurt, orezul negru sau alte tipuri.
Unele soiuri de gimbap includ brânză, calamar gătit picant, kimchi, mezeluri, cotlet de porc, ardei sau ton picant. Gim-ul poate fi uns cu ulei de susan sau stropit cu semințe de susan. O altă alternativă este aceea ca bucățile de gimbap feliate să fie ușor prăjite cu un strat de ou, ceea ce ar permite consumul de gimbap învechit.
Umpluturile variază, adesea cu opțiuni vegetariene și vegane. Ingredientele populare includ danmuji (ridiche galbenă murată), șuncă, carne de vită, imitație de carne de crab, fâșii de ouă, kimchi, bulgogi, spanac, morcov, rădăcină de brusture, castraveți, conserva de ton sau kkaennip (frunze de perilla).

Pentru a prepara acest fel de mâncare, foile de gim sunt prăjite la foc mic, orezul gătit se condimentează ușor cu sare și ulei de susan, iar ingredientele de legume și carne sunt condimentate și mai apoi prăjite. Gim-ul prăjit este apoi așezat pe un cardan care este constituit de o rolă de bambus cu un strat subțire de orez fiert așezat uniform deasupra. Alte ingrediente sunt puse pe orez și rulate într-o formă cilindrică, de obicei 3–4 centimetre (1,2–1,6 in) în diametru. Gimbap-ul rulat este apoi tăiat în bucăți de dimensiuni mici.

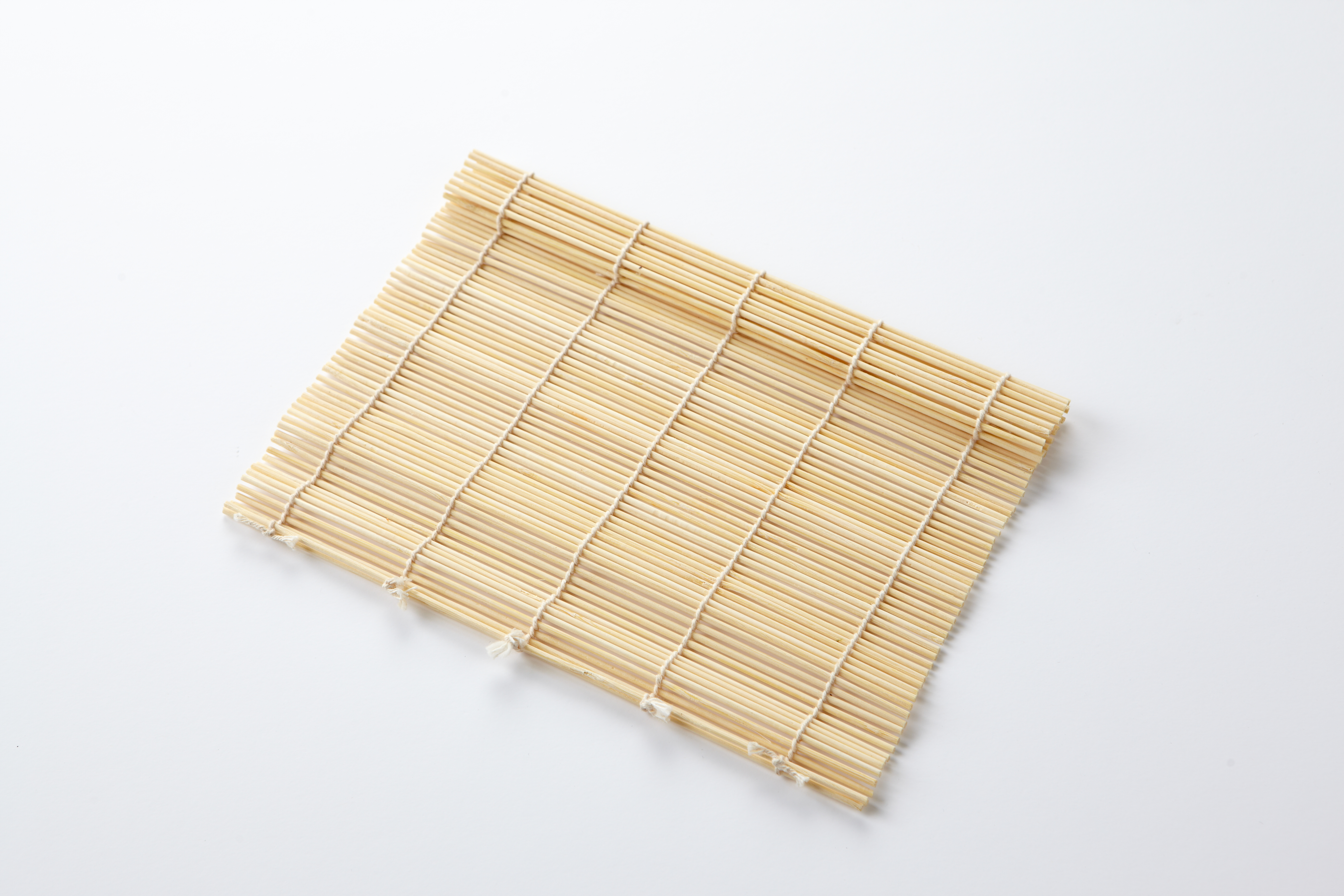
Gimbal, rolă din bambus
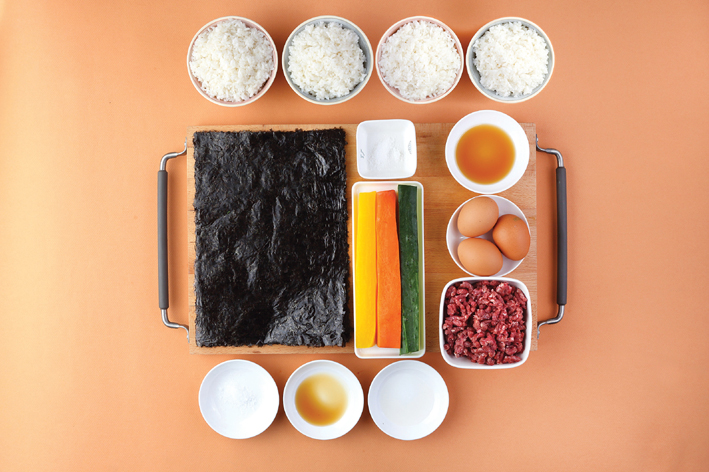
Ingrediente pentru gimbap
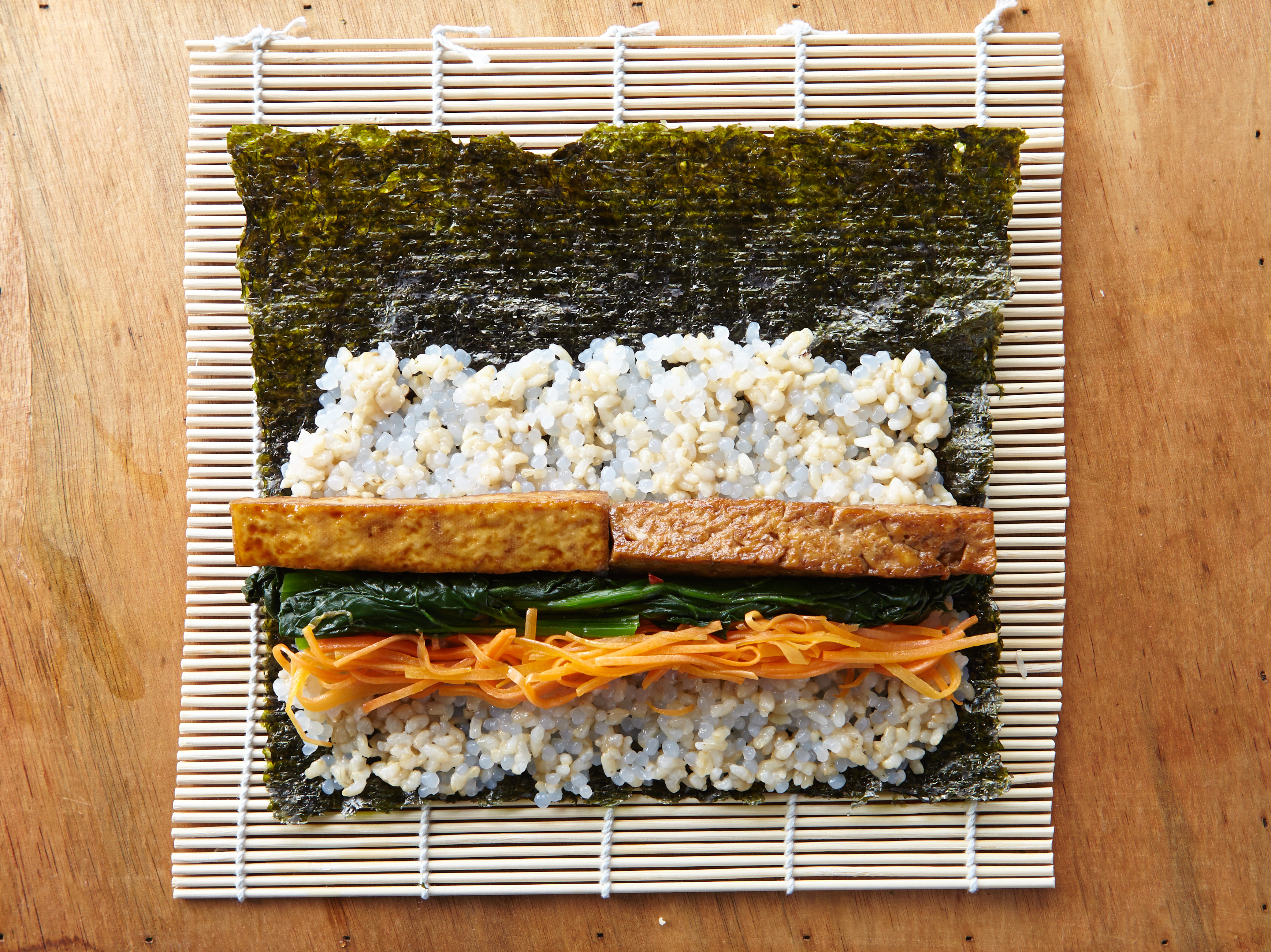
Aranjarea ingredientelor
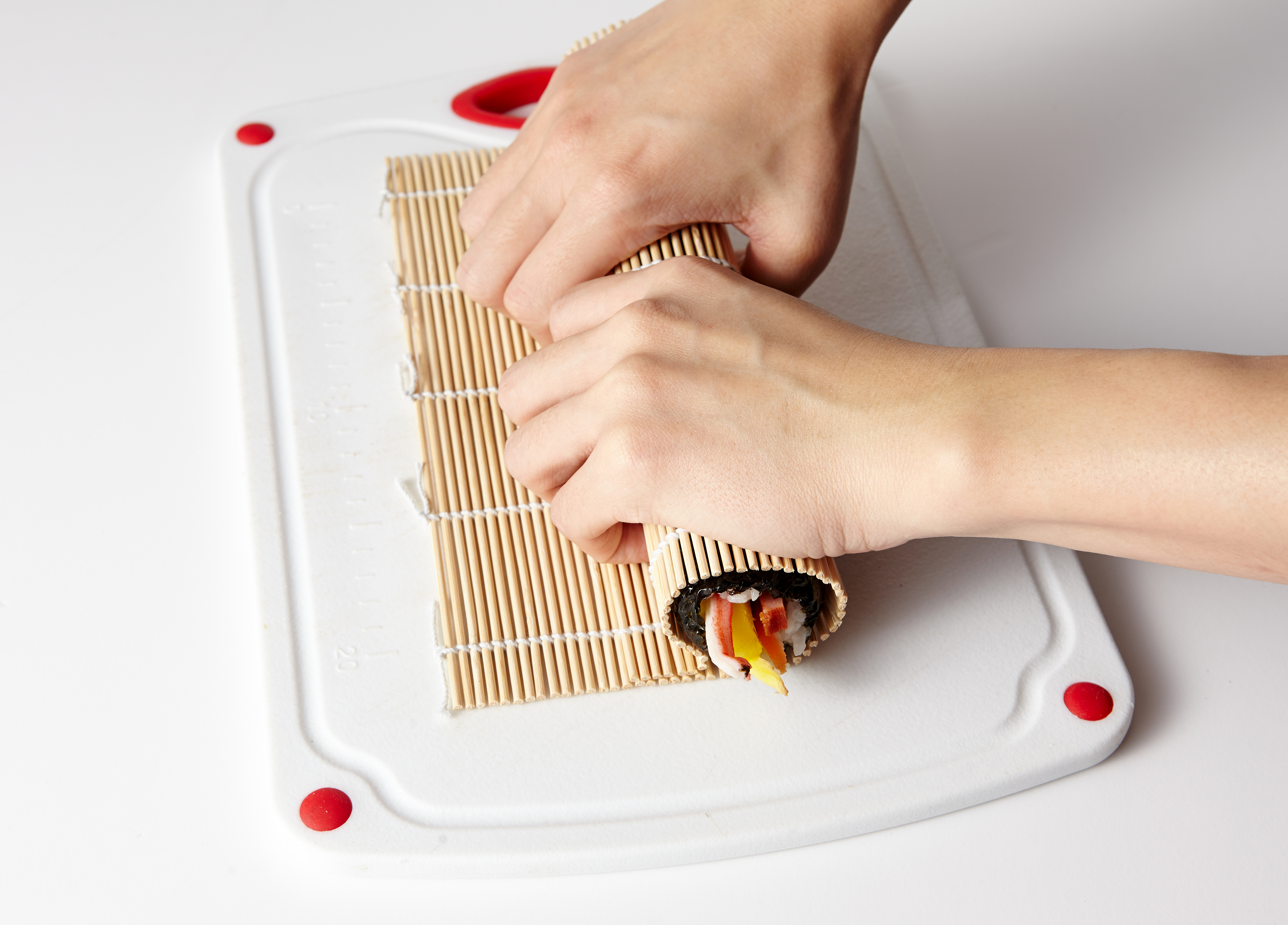
Gimbap rulat
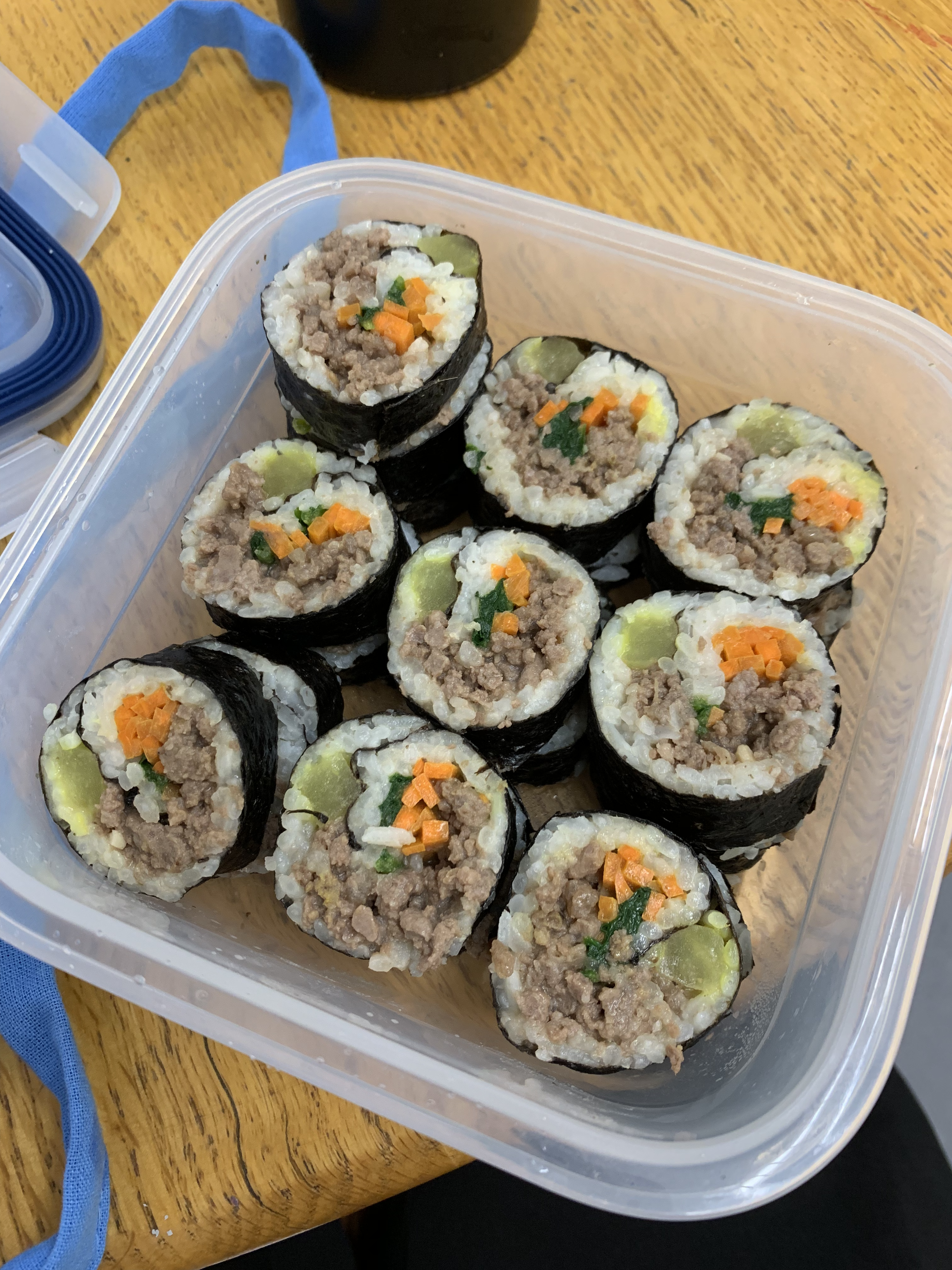
Gimbap cu carne

## Variante

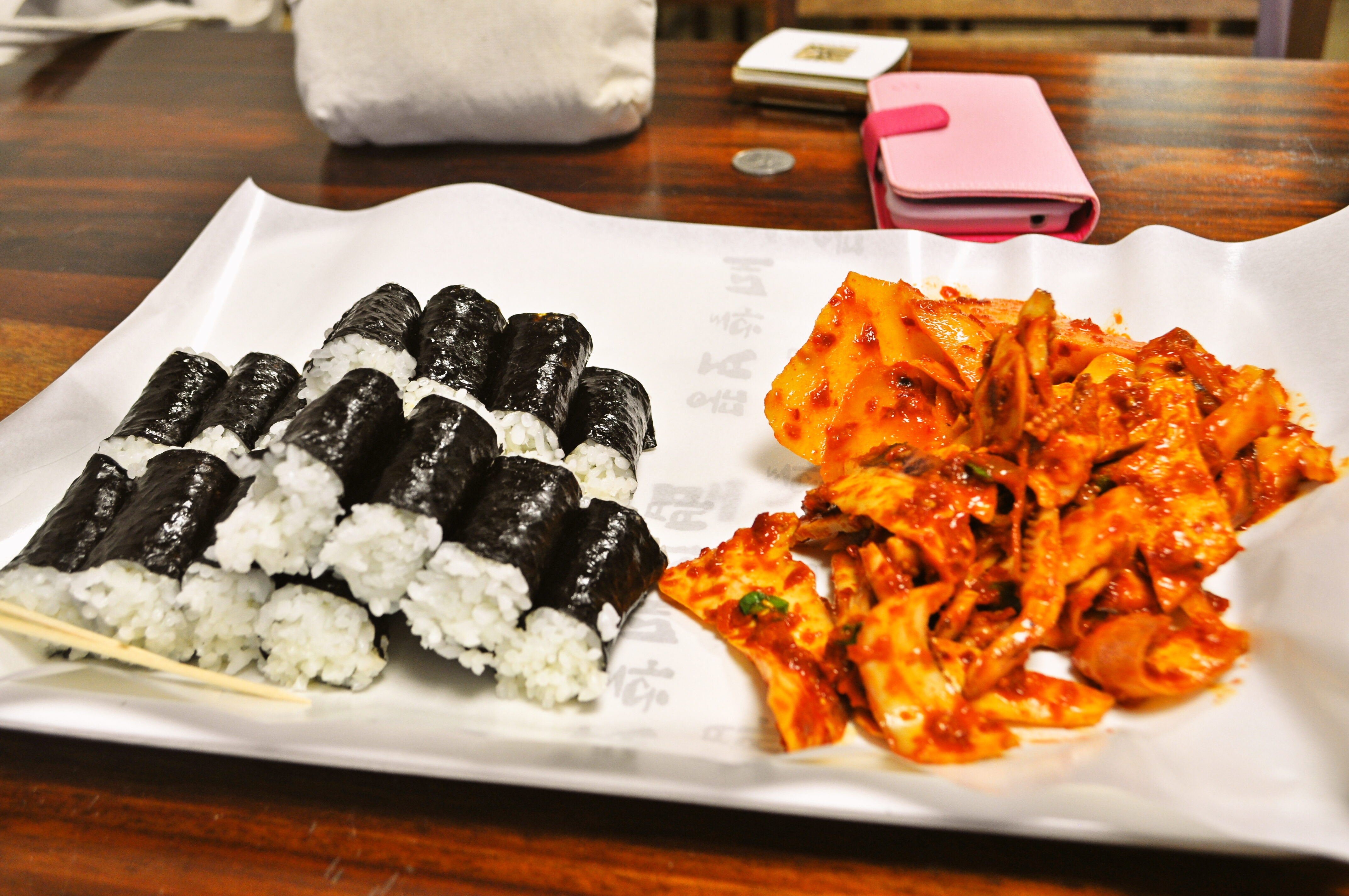
Chungmu-gimbap

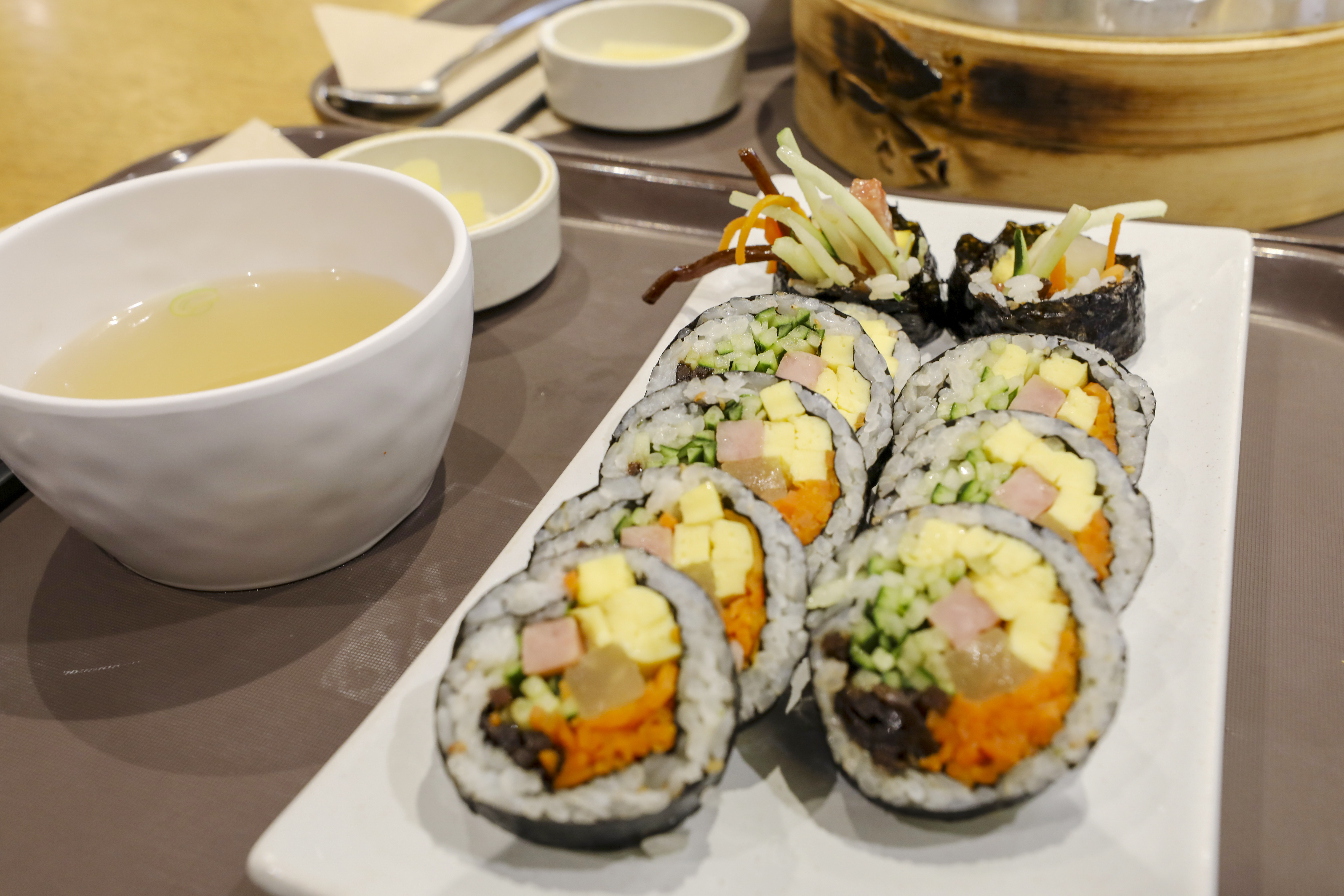
Gimbap de legume

- Chungmu-gimbap (충무김밥) — Originar din orașul de pe litoral Chungmu (în prezent Tongyeong), felul de mâncare conține rulouri mai subțiri, cu o suprafață necondimentată și doar orez ca ingredient de umplutură. Se serveste cu ojingeo-muchim (salata de calmari) și seokbakji (kimchi cu ridichi).[26]
- Mayak-gimbap (마약김밥) — O specialitate a pieței Gwangjang din Seul. Mayak se traduce prin „medicament”, o referire la aroma sa care presupune dependență și concentrată. Gimbap mic umplut cu morcovi, spanac și danmuji (ridiche galbenă murată) este presărat cu semințe de susan măcinate și înmuiat în sosul său de asociere, făcut din sos de soia și muștar.
- Samgak-gimbap (삼각김밥) — „triunghi gimbap”. Acest soi este similar cu onigiri japonez și este vândut în magazinele din Coreea de Sud.[27] Umpluturile variază foarte mult,iar data de expirare este de o zi; de obicei furnizează între 140 și 200 kilocalorii (590 și 840 kJ) de energie alimentară.[28]
- Gimbap nud (누드김밥) — Spre deosebire de gimbap-ul tradițional, ingredientele gimbap-ului nude se pun în interiorul gim-ului, iar orezul se înfășoară în exterior, similar unui rulou california. Cu toate acestea, spre deosebire de un rulou california, nude gimbap încă folosește ingrediente tradiționale de gimbap.
- Yukhoe gimbap (육회김밥) — Acest soi este asemănător cu makizushi japonez cu fructe de mare crude, dar folosește yukhoe - un fel de mâncare coreeană din carne crudă cu ridiche murată, kkaennip și ceai verde.

## Francize de restaurante
Multe francize de restaurante fast-food din Coreea de Sud sunt specializate în gimbap și tăiței. Printre lanțuri se numără Gimbap Cheonguk (김밥천국), Kobongmin Gimbabin (고봉민김밥人), Chungmu Gimbab Matjuk (충무김밥ᄆᆞᆺ죽), Profesorul Kim (바르다김선생), Gimbap Nara (김밥나라), Gimgane (김家네), Gobong Gimbap (고봉김밥), Jongro Gimbap (종로김밥), Rolling Rice, Gimbap King (김밥 King) și Charles Sutbul Gimbap (찰스숯불김밥).